# June Bacon-Bercey
June Bacon-Bercey   (Wichita, 23 d'octubre de 1928 - Burlingame, 3 de juliol de 2019) va ser una experta internacional estatunidenca en meteorologia i aviació, que ha treballat per l'Administració Nacional Oceànica i Atmosfèrica, el Servei Meteorològic Nacional i la Comissió de l'Energia Atòmica dels Estats Units. Es creu que va ser la primera dona afroamericana en obtenir un títol en meteorologia.

## Primers temps i educació
Bacon-Bercey va néixer i es va criar a Wichita (Kansas). Va obtenir la seva llicenciatura el 1954 de la Universitat de Kansas i el seu mestratge el 1955 en la Universitat de Califòrnia a Los Angeles (UCLA). Va rebre un mestratge en Administració Pública (MPA) de la Universitat del Sud de Califòrnia el 1979.

## Trajectòria
Bacon-Bercey va començar la seva carrera com a enginyera, quan treballava per a la Sperry Corporation, després va treballar per a una varietat d'organitzacions federals, incloent la Comissió d'Energia Atòmica dels Estats Units com a assessora, al Servei Meteorològic Nacional dels Estats Units Aviation Branch, i al National Meteorological Center.
A partir de 1979, va passar quasi deu anys com a administradora principal de Television Weather Activities en NOAA i va treballar en diversos altres projectes.
L'augment de la participació de les dones afroamericanes en la metereología i la ciència geofísica va ser un enfocament important per a Bacon-Bercey. Al 1978, va publicar una anàlisi dels meteoròlegs afroamericans als Estats Units. Havia guanyat $64 000 com a concursant en The $128,000 Question el 1977, que va utilitzar per establir un fons de beques per a joves dones interessades en les ciències atmosfèriques, administrades per la Unió Americana de Geofísica (AGU). Va ser part del Comitè de Dones i Minories en Ciències Atmosfèriques de l'AGU i va cofundar la Junta de Dones de les Minories de la Societat Metereològica Estatunidenca.
Al 2006, Bacon-Bercey va ser citada en un llibre per a joves titulat June Bacon-Bercey: a meteorologist talks about the weather.

## Honors
Bacon-Bercey va ser la primera dona, així com la primera afroamericana, en rebre el segell d'aprovació de l'American Meteorological Society per la seva excel·lència en la difusió televisiva quan treballava a Buffalo Nova York, en la dècada de 1970.
Al 2000, va ser honrada durant una conferència de tres dies en la Universitat de Howard per les seves contribucions que inclouen: ajudar a establir un laboratori de meteorologia en la Universitat Estatal de Jackson a Mississipi, i pel seu treball en les escoles públiques de Califòrnia. També va ser nomenada «pionera de la minoria» pel seu èxit en ciències atmosfèriques per la NASA.